# Magdalena Gałkowska
Magdalena Gałkowska (ur. 3 maja 1975 w Poznaniu) – polska poetka. Laureatka XIV edycji Ogólnopolskiego Konkursu Poetyckiego im. Jacka Bierezina (2008) i XIV Tyskiej Zimy Poetyckiej (2014). Publikowała w wielu pismach literackich, m.in. w Odrze, Pograniczach, Pro Arte, Tyglu Kultury, Kozimrynku, Czasie Kultury, Arteriach. Absolwentka II Liceum Ogólnokształcącego im. Generałowej Zamoyskiej i Heleny Modrzejewskiej w Poznaniu. Wraz z Jakubem Sajkowskim organizatorka cyklu spotkań poetyckich w Poznaniu, m.in. z Teresą Radziewicz, Edwardem Pasewiczem czy Maciejem Gierszewskim. Recenzentka poezji w kwartalniku literacko-artystycznym sZAFa.

## Nagrody
- laureatka XIV edycji OKP im. Jacka Bierezina (2008)[1]
- III nagroda w Turnieju Jednego Wiersza o Czekan Jacka Bierezina (2011)
- laureatka 54. Ogólnopolskiego Konkursu Poetyckiego o Laur Czerwonej Róży (2013)[8]
- laureatka XIV edycji OKP „Tyska Zima Poetycka” (2014)
- III nagroda w Turnieju Jednego Wiersza im. Wandy Karczewskiej (2016)[9]
- II miejsce w IX edycji OKP „O Granitową Strzałę” (2017)[10]

## Twórczość

### Poezja
- Fabryka tanich butów (Łódź, Wydawnictwo Kwadratura 2009)
- Toca (Gniezno, Zeszyty Poetyckie 2012)
- Fantom (Tychy, Teatr Mały 2014)
- Bestia i powódź (Warszawa, Fundacja Duży Format, 2018)

### Antologie
- Solistki. Antologia poezji kobiet 1989-2009 (Warszawa, Staromiejski Dom Kultury 2009)
- Dzikie dzieci. Antologia laureatów konkursu im. Jacka Bierezina (Łodź, Dom Literatury, Stowarzyszenie Pisarzy Polskich Oddział w Łodzi 2014) – red. Zdzisław Jaskuła, Andrzej Strąk
- 111. Antologia Babińca Literackiego 2016–2019 (Fundacja Duży Format, Warszawa 2020)